# Branko Erhatić
Branko Erhatić (Križevci, 1910. – Križevci, 1975.),  hrvatski graditelj orgulja i orguljar, svećenik, orguljaš i orguljar iz poznate obitelji graditelja orgulja Erhatić. Djelovao u Križevcima. 
Orguljarski zanat izučio kod oca Viktora u obiteljskoj radionici. Karijeru je počeo u obiteljskoj radionici u Križevcima gdje je radio s ocem. Rad je nastavio u radionici Heferer u Zagrebu. Krajem 1930-ih osnovao je radionicu u Splitu, a iz tog vremena datira pregradnja orgulja u Sutivanu koje je sagradila radionica Moscatelli. 1943. zatvorio je radnju u Splitu. Novu je osnovao 1946. u Zagrebu koju je vodio do 1957. godine. Poslije toga vratio se u rodne Križevce gdje je do kraja života radio u obiteljskoj radionici.
Obiteljska radionica Erhatić sagradila je i popravila orgulje u Kraljevici, Ilovi, Križevcima, splitskoj katedrali i drugdje.